# 4 Szpital Okręgowy

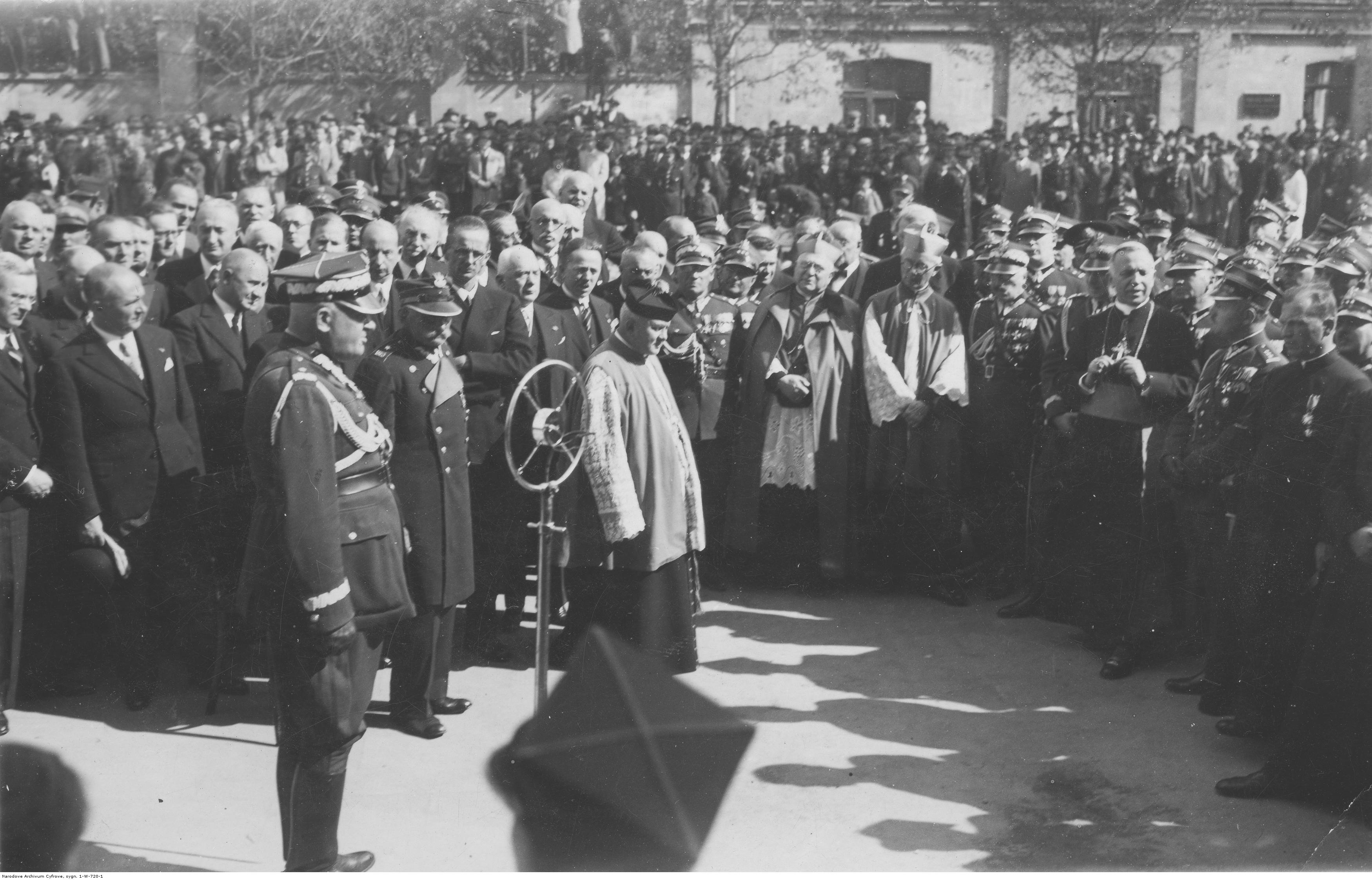
Otwarcie 4 Okręgowego Szpitala im. gen. Felicjana Sławoja Składkowskiego w Łodzi - przemawia gen. Stanisław Rouppert; kwiecień 1937

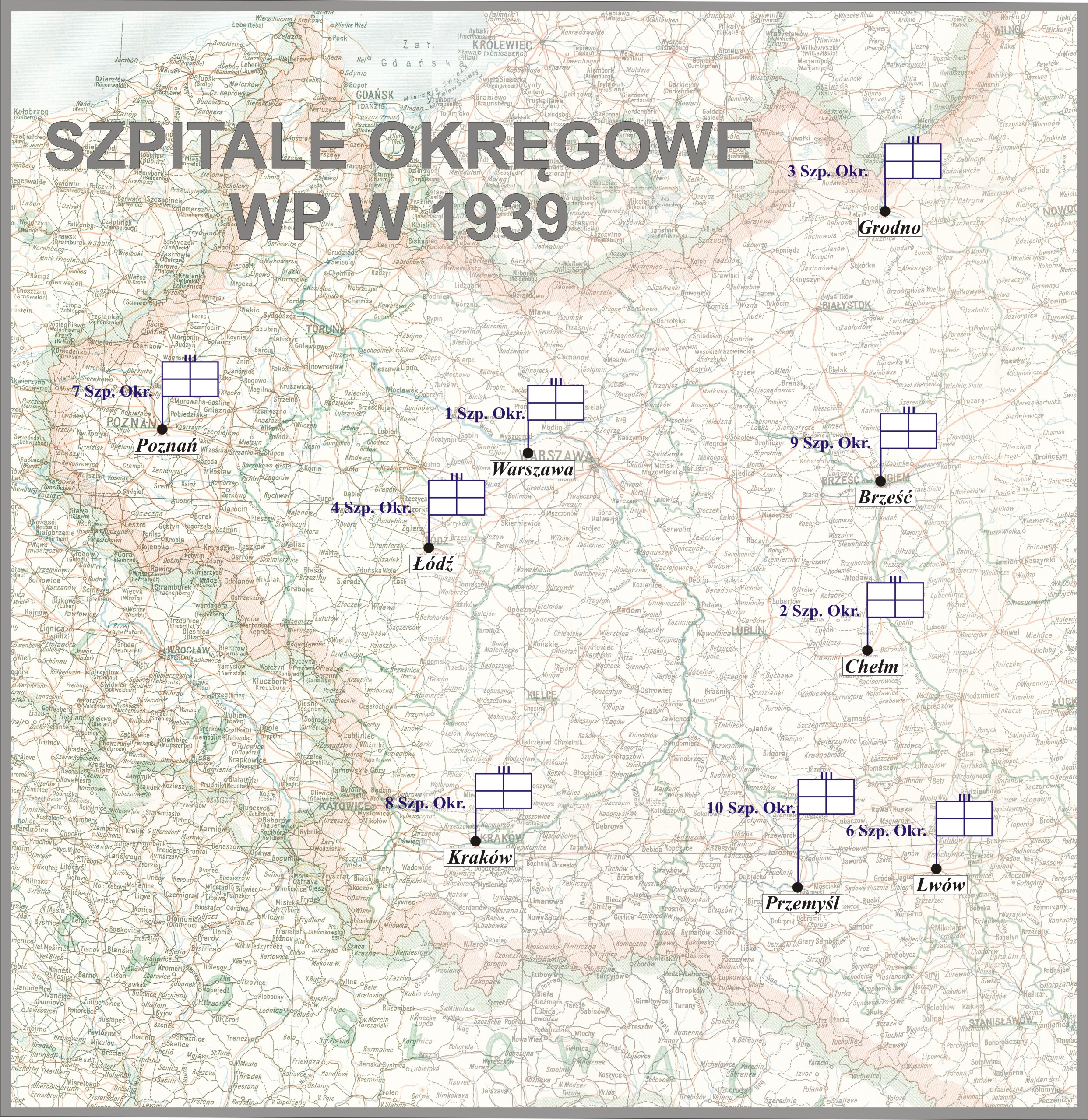
Szpitale Okręgowe WP w 1939

4 Szpital Okręgowy im. gen. dyw. dr. Felicjana Sławoja Składkowskiego – jednostka organizacyjna służby zdrowia Wojska Polskiego II Rzeczypospolitej.
Zadaniem 4 Szpitala Okręgowego było leczenie wojskowych i osób uprawnionych do leczenia wojskowego Okręgu Korpusu nr IV. Szpital dysponował ambulatorium dentystycznym, chirurgicznym, okulistycznym, laryngologicznym oraz przychodnią ogólną dla chorych. Komendant szpitala posiadał uprawnienia dowódcy pułku.

## Historia szpitala
Minister spraw wojskowych wydał rozkaz nr O.I.Szt.Gen. 7980 Org. Częściowa likwidacja zakładów służby zdrowia, w którym między innymi nakazał dowódcy Okręgu Korpusu Nr IV zredukować z dniem 25 lipca 1924 roku liczbę łóżek w szpitalu do 400.
Z dniem 1 lipca 1931 roku minister spraw wojskowych wcielił kadrę 4 batalionu sanitarnego, bez zmiany nazwy i zadań, do 4 Szpitala Okręgowego i jednocześnie zwiększył skład osobowy szpitala o skład osobowy kadry.
25 września 1937 roku minister spraw wojskowych generał dywizji Tadeusz Kasprzycki nadał 4 Szpitalowi Okręgowemu nazwę „4 Szpital Okręgowy imienia generała dywizji dra Felicjana Sławoja Składkowskiego”.
4 Szpital Okręgowy był jednostką mobilizującą. Komendant szpitala był odpowiedzialny za przygotowanie mobilizacji, a komendant kadry zapasowej za jej przeprowadzenie.
Zgodnie z planem mobilizacyjnym „W” kadra zapasowa 4 Szpitala Okręgowego przed wykonaniem nałożonych na nią zadań mobilizacyjnych sama mobilizowała się w alarmie, w grupie jednostek oznaczonych kolorem żółtym, do etatu wojennego kadry mobilizującej nr 4. Kadra mobilizująca była organizacją przejściową. Po wykonaniu zadań mobilizacyjnych ulegała likwidacji.

## Struktura organizacyjna
Organizacja szpitala w 1923:
- komendant, kancelaria i komisja gospodarcza,
- oficer administracji budynków i magazynów,
- oddziały chorych i pracowni klinicznych: chorób wewnętrznych, zakaźny, chirurgiczny, ginekologiczny, dermatologiczny, oddział neurologiczny, okulistyczny i laryngologiczny;
- pracownia bakteriologiczna
- pracownia rentgenowska,
- prosektorium,
- ambulatorium dentystyczne,
- apteka okręgowa,
- trzy plutony obsługi sanitarnej

Szpital posiadał 600 łóżek.

## Kadra szpitala
Komendanci szpitala
- kpt. lek. dr Antoni Więckowski (XI 1918 – V 1919 → komendant szpitala polowego nr 402[8])
- ppłk lek. Bogusław Zadurowicz (V 1919 – 1921[8])
- płk lek. Józef Manteuffel (1921[9] – IV 1927[a])
- ppłk / płk lek. dr Józef Gurtzman (V 1927[11] – 31 III 1930 → stan spoczynku[12])
- płk lek. Antoni Więckowski (VI 1930[13] – VI 1934 → szef sanitarny DOK IV[14])
- ppłk lek. dr Edward Wertheim (VI 1934[15] – XI 1935 → szef sanitarny DOK IV)
- ppłk lek. dr Wiaczesław Michałowski (XI 1935 – 1939[16])

Komendanci kadry
- ppłk lek. Stanisław Ostrowski (1931-1938)
- mjr lek. Franciszek Goertz (1938-1939)

### Obsada personalna i struktura w marcu 1939 roku
Ostatnia „pokojowa” obsada personalna szpitala:
- komendant szpitala – ppłk dr Wiaczesław Michałowski
- rezerwa personalna szpitala – ppłk dr Leon Wacław Olszewski
- starszy ordynator oddziału chirurgicznego – płk dr Michał Dobulewicz
- ordynator oddziału – ppłk dr Klemens Kazimierz Mielnik
- starszy ordynator oddziału wewnętrznego – mjr dr Stanisław Lakmunt
- ordynator oddziału – kpt. dr Józef Sobieszczański
- starszy ordynator oddziału ocznego – mjr dr Jan Łuc
- ordynator oddziału – kpt. dr Marian Sikorski
- starszy ordynator oddziału skórno-wenerycznego – mjr dr Samuel Cemach
- starszy ordynator oddziału neurologiczno-psychiatrycznego – mjr dr Wacław Jeżewski
- kierownik pracowni bakteriologiczno-chemicznej – ppłk dr Jan Żurkowski
- kierownik pracowni rentgenowskiej – mjr dr Teodor Herman Hellwig
- kierownik apteki – por. mgr Zenon Olszewski
- pomocnik komendanta ds. gospodarczych – mjr Zbigniew Franciszek Krasuski
- oficer gospodarczy – kpt. int. Franciszek Brdyś
- dowódca plutonu gospodarczego – por. piech. Zenon Antoni Szklarski
- kapelan – kpl. ks. Władysław Mróz

Kadra zapasowa 4 Szpitala Okręgowego
- komendant kadry – mjr dr Franciszek Rudolf  Goertz
- lekarz kadry – por. lek. Zdzisław Konrad  Sutorowski
- oficer mobilizacyjny – kpt. Walenty Edward Jarmiński
- oficer ewidencji personalnej – kpt. Henryk Bielski
- oficer materiałowy – por. mgr Józef Tadeusz  Kubiszewski
- zastępca oficera materiałowego – por. piech. Kazimierz Tercz †1940 Katyń[19]
- dowódca kompanii szkolnej – kpt adm. (piech.) Tomasz Siwicki
- dowódca I plutonu – chor. Antoni Dzierżyński

### Żołnierze Szpitala – ofiary zbrodni katyńskiej
Biogramy zamordowanych znajdują się na stronie internetowej Muzeum Katyńskiego
| Nazwisko i imię               | stopień            | zawód              | miejsce pracy przed mobilizacją      | zamordowany |
| ----------------------------- | ------------------ | ------------------ | ------------------------------------ | ----------- |
| Ałaszejew Leon                | major w st. sp.    | lekarz doktor      |                                      | Katyń       |
| Brdyś Franciszek              | kpt.               | żołnierz zawodowy  | oficer gospodarczy                   | Katyń       |
| Engel Abrab (Adolf)           | kpt. w st. sp.     | lekarz             |                                      | Katyń       |
| Frenkiel Izaak                | ppor. rez.         | lekarz             | praktyka w Łodzi                     | Katyń       |
| Kon Symcha Mordechaj          | ppor. rez.         | lekarz             |                                      | Katyń       |
| Margoński Edmund              | major rez.         | dr n. med.         | szpital w Łodzi                      | Katyń       |
| Mogilnicki Tadeusz            | kpt. rez.          | lekarz             |                                      | Katyń       |
| Moszczyński Antoni            | ppor. rez.         | lekarz             |                                      | Katyń       |
| Pągowski Gustaw               | ppor. rez.         | farmaceuta, mgr    | kier. apteki we Włochach             | Katyń       |
| Poswolski Jakub               | ppor. rez.         |                    | przedsiębiorca                       | Katyń       |
| Rejterowski-Kopyciak Hieronim | por. rez.          | lekarz             |                                      | Katyń       |
| Rosiński Jan                  | ppor. rez.         | farmaceuta         |                                      | Katyń       |
| Rozenfeld Izaak               | ppor. rez.         | lekarza            |                                      | Katyń       |
| Rybus Mieczysław Józef        | ppor. rez.         | lekarz             | Szpital im. I. Mościckiego w Łodzi   | Katyń       |
| Rzepecki Zygmunt              | ppor. posp. rusz.  | lekarz             |                                      | Katyń       |
| Schild Stanisław Wojciech     | ppor. rez.         | lekarz             |                                      | Katyń       |
| Siatecki Włodzimierz          | ppor. rez.         | prawnik            |                                      | Katyń       |
| Sierszeński Wandalin          | por. rez.          |                    |                                      | Katyń       |
| Smichowicz Anatol             | ppor. rez.         | lekarz             |                                      | Katyń       |
| Siwicki Tomasz                | kpt.               | żołnierz zawodowy  | dowódca kompanii szkolnej            | Katyń       |
| Stanielewicz Tadeusz          | ppor. rez.         | lekarz             | praktyka w Łodzi                     | Katyń       |
| Strawiński Tadeusz            | por. rez.          | lekarz             | dyr. szpitala powiatowego            | Katyń       |
| Szeps Józef Jeguda            | por. rez.          | lekarz             | Szpital w Łodzi                      | Katyń       |
| Szwedowski Bolesław           | ppor. rez.         | farmaceuta, mgr    | wł. apteki w Warszawie               | Katyń       |
| Szydłowski Henryk             | major rez.         | lekarz             | praktyka w Łodzi                     | Katyń       |
| Witold Stanisław Szyszkowski  | ppor. lek. rez. dr | lekarz             | ord. Szpitala w Tomaszowie Maz.      | Katyń       |
| Tomaszewski Henryk            | ppor. rez.         | farmaceuta, mgr    | Apteka Klabecka w Bydgoszczy         | Katyń       |
| Welfe Mieczysław              | por. rez.          | lekarz             | Szpital im. I. Mościckiego w Łodzi   | Katyń       |
| Weller Jakub                  | ppor. rez.         | lekarz             | Ubezpieczalnia Społeczna w Łodzi     | Katyń       |
| Wittman Kazimierz             | ppor. rez.         | lekarz             | Ubezpieczalnia Społeczna w Warszawie | Katyń       |
| Bielski Henryk                | kpt.               | żołnierz zawodowy  | oficer ewidencji personalnej         | Katyń       |
| Alterman Dawid Izrael         | kpt. rez.          | lekarz ginekolog   | praktyka w Łodzi                     | Charków     |
| Bok Tadeusz Dawid             | ppor. posp. rusz.  | dr nauk medycznych | praktyka w Milanówku                 | Charków     |
| Bradke Jan Feliks             | ppor. rez.         | nauczyciel, mgr    | gimnazjum w Tomaszowie Maz.          | Charków     |
| Chmielowski Włodzimierz       | kpt. rez.          |                    |                                      | Charków     |
| Chwat Jerzy Saul              | ppor. rez.         | dr nauk medycznych |                                      | Charków     |
| Cylke Ireneusz                | ppor. rez.         | nauczyciel, mgr    | gimnazjum w Białymstoku              | Charków     |
| Czarnożył Marian              | kpt. rez.          | lekarz             |                                      | Charków     |
| Czeczot Ignacy Albin          | kpt. rez.          | lekarz             | praktyka w Łodzi                     | Charków     |
| Fiećko Wincenty               | por. rez.          | dr nauk medycznych | dyr. Szpitala Powiatowego w Płońsku  | Charków     |
| Geisler Hipolit               | kpt. rez.          | lekarz             | praktyka w Częstochowie              | Charków     |
| Gołąb Władysław               | ppor. rez.         | dr nauk medycznych | (e)                                  | Charków     |
| Iliński Aleksander            | por. rez.          | lekarz             | praktyka w Warszawie                 | Charków     |
| Jarecki Józef                 | kpt. rez.          | dr nauk medycznych | praktyka w Końskich                  | Charków     |
| Jarmiński Walenty             | kpt.               | żołnierz zawodowy  | oficer mobilizacyjny                 | Charków     |
| Jelenkiewicz Natan            | por. rez.          | lekarz             | praktyka w Łodzi                     | Charków     |
| Jelszański Izaak              | kpt. rez.          | lekarz             | praktyka w Łodzi                     | Charków     |
| Kamocki Hipolit Leon          | kpt. posp. rusz.   | farmaceuta, mgr    |                                      | Charków     |
| Kozankiewicz Mieczysław       | por. rez.          | farmaceuta, mgr    |                                      | Charków     |
| Krasuski Zbigniew             | major lekarz       | żołnierz zawodowy  |                                      | Charków     |
| Lakmunt Stanisław             | kpt. lekarz        | żołnierz zawodowy  |                                      | Charków     |
| Ledwoch Andrzej               | ppor. rez.         | lekarz             | praktyka w Szczekocinach             | Charków     |
| Lipiński Włodzimierz          | kpt. w st. sp.     | lekarz             |                                      | Charków     |
| Mariensztein Zdzisław         | por. rez.          | lekarz             | praktyka w Łucku                     | Charków     |
| Masłowski Stanisław           | por. rez.          |                    | Bank Polski w Katowicach             | Charków     |
| Midler Michał                 | por. rez.          | lekarz             |                                      | Charków     |
| Nadel Ignacy                  | por. rez.          | lekarz             |                                      | Charków     |
| Orłowski Mieczysław           | kpt. rez.          | lekarz             | Ubezpieczalnia Społeczna w Łodzi     | Charków     |
| Patora Wojciech               | kpt. rez.          | dr nauk medycznych |                                      | Charków     |
| Petrykat Edwin                | kpt. rez.          | dr nauk medycznych | praktyka w Częstochowie              | Charków     |
| Ręczajski Wacław              | kpt. rez.          | lekarz             | praktyka w Warszawie                 | Charków     |
| Schoenberg Leon               | por. posp. rusz.   |                    | wł. Fabryki „Promonta” w Bielsku     | Charków     |
| Sikorski Marian               | kpt. lekarz        | żołnierz zawodowy  | ordynator oddziału ocznego           | Charków     |
| Słobodian Leon                | ppor. rez.         | farmaceuta, mgr    | praktyka w Końskich                  | Charków     |
| Słupecki-Grot Zygmunt         | kpt. rez.          | dr nauk medycznych | praktyka w Piotrkowie Tryb.          | Charków     |
| Stawowczyk Wiktor             | kpt. rez.          | dr nauk medycznych | Ubezpieczalnia Społeczna w Łodzi     | Charków     |
| Szamota Tadeusz               | por. rez.          | dr nauk medycznych | praktyka w Warszawie                 | Charków     |
| Szencenbach Jan               | por. rez.          | lekarz             | praktyka w Krakowie (e)              | Charków     |
| Wajs Hajman                   | ppor. rez.         | lekarz             | praktyka w Łodzi                     | Charków     |
| Ziółkowski Henryk             | por. rez.          | farmaceuta, mgr    |                                      | Charków     |
| Geisler Hipolit               | kpt. rez.          | lekarz             |                                      | Kalinin     |